# Thomas Bijleveld
Thomas Theodorus Mattheus Hubertus Bijleveld (Leiden, 27 augustus 1916  — Rhenen, 29 maart 1996)  was burgemeester van de Nederlandse gemeenten Breukelen en Rhenen.

## Leven en werk
Bijleveld werd in 1916 geboren als zoon van de adjunct-archivaris der gemeente Leiden Willem Johan Jacob Cornelis Bijleveld en van Adriana Catharina de Kempenaer. Hij was van 1 januari 1953 tot 15 mei 1972 burgemeester van de toenmalige gemeente Breukelen. In 1961 werd hij aangesteld als waarsman (dijkwachter) van Diemen bij het hoogheemraadschap Zeeburg en Diemerdijk. Van 16 mei 1972 tot 30 april 1980 was Bijleveld burgemeester van de Utrechtse gemeente Rhenen.
Bijleveld trouwde op 24 mei 1950 te De Bilt met Cathinca Margaretha van Marwijk Kooy (1921-2002).